# Aglaja Veteranyi
Aglaja Veteranyi (ur. 17 maja 1962 w Bukareszcie, zm. 3 lutego 2002 w Zurychu) – pisarka, aktorka pochodzenia rumuńskiego. Wychowała się w rodzinie artystów cyrkowych. Po ucieczce z Rumunii rodzina otrzymała azyl w Szwajcarii, następnie prowadziła wędrowny tryb życia, jeżdżąc z występami. Dzieciństwo i wczesną młodość pisarka spędziła w hotelach i wozach cyrkowych. Pisać nauczyła się dopiero w szwajcarskiej szkole z internatem; jej językiem literackim stał się niemiecki. Po studiach aktorskich pracowała do 1982 roku jako aktorka; w tym czasie powstały jej pierwsze utwory. Veteranyi napisała dwie książki: Dlaczego dziecko gotuje się w mamałydze (Warum das Kind in der Polenta kocht, w Niemczech ukazała się w 1999 r., w Polsce w 2003 r. nakładem Wydawnictwa Czarne) oraz Regał ostatnich tchnień (Das Regal der letzten Atemzuge, w Niemczech wydana w 2002 r., polska edycja w tłumaczeniu Alicji Rosenau ukazała się w 2004 roku. Za swoją pierwszą powieść została nagrodzona w Niemczech licznymi nagrodami m.in.: Nagrodą Artystyczną Miasta Berina 2000, Nagrodą im. Adalberta von Chamisso. Aglaja Veteranyi jest również autorką tekstów, które zostały wydane w dwóch zbiorach: Uprzątnięte morze, wynajęte skarpety i pani Masło (Wydawnictwo Czarne, 2005) oraz Kto znajduje, źle szukał (Wydawnictwo Czarne, 2009). Cierpiała na depresję. 3 lutego 2002 roku w Zurychu pisarka popełniła samobójstwo topiąc się w Jeziorze Zuryskim.